# Jozef Talian
Jozef Talian (sinh 5 tháng 9 năm 1985 in Bardejov) là một thủ môn bóng đá Slovakia hiện tại thi đấu cho câu lạc bộ 1. FC Tatran Prešov.

## 1. FC Tatran Prešov
Anh ra mắt tại Corgoň Liga cho 1. FC Tatran Prešov trước MFK Dubnica.

## Danh hiệu
- Winner of 2007/2008 Slovak Second Football League cùng với 1. FC Tatran Prešov.